# مطران

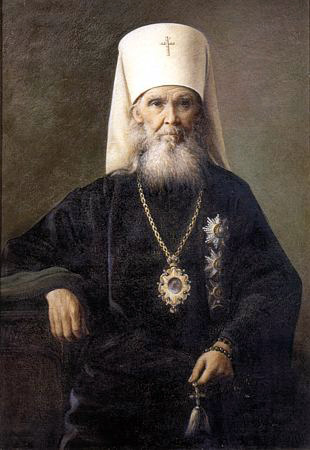

مِطْرَان أو مَطْرَان (بالإغريقية: μητροπολίτης) بمعنى صاحب المدينة الأم أو الكبيرة - ميتروبولوتيس، رتبة كنسية تمنح للأسقف، يُشرف بلقب نيافة أو سيادة. بالسريانية حسيو أو معليو، وردت كلمة مطران في المصادر العربية أنه رئيس المدينة والقاضي الذي يفصل الخصومات بين المسيحيين .

## مهام المطران
يرأس كنيسة مدينة كبيرة أو عدة مدن صغرى أو دولة إذا كانت عدد الرعيّة قليل، وتُسمَّى الرقعة الجغرافية التي يرعاها أبرشية، وسابقاً كان يُرسم أساقفة للبلدات الصغيرة، يتبعون  لأسقف المدينة  الكبيرة (المطران)، أمَّا في العصر الحديث فجميع الأساقفة تقريباً يحملون لقب مطران، باستثناء الكاهن الأرمل في بعض الكنائس الذي يُمكن أن يصبح أسقفاً في حالات قليلة، لكن لا يحق له أن يصبح مفريان أو بطريرك لأنه غير بتول،

## رسم المطران
قديمًا حُصر رسم مطران بوجود أبرشية شاغرة، أمَّا حاليًا فيمكن رسامة مطران بدون أبرشية ويُسمَّى نائب بطريركي، واللقب لا يعني أن المطران نائب البطريرك في كل شيء، بل ينوب عن البطريرك في مهمة معينة فقط، فصلاحيات المطران النائب البطريركي أقل من صلاحيات مطران أبرشية ثابت .